# Secrets dans l'île
Secrets dans l'île est un scénario écrit par Louis-Ferdinand Céline. Il résulte d'une commande faite en 1935 aux 10 lauréats du prix Renaudot par les Éditions Gallimard. Il est publié en 1936 dans Neuf et Une, un ouvrage collectif, au côté des textes des autres lauréats (Marcel Aymé, Germaine Beaumont, Charles Braibant, Louis Francis, Philippe Hériat, Armand Lunel, Bernard Nabonne, André Obey et François de Roux).

## Résumé
Texte très réaliste, l'intrigue se déroule sur une île bretonne, thème récurrent dans l’œuvre de Céline. Un village de pêcheurs est troublé par l'arrivée d'une femme, qui rend jalouse la population féminine, et brouille l'organisation de cette micro-société.

## Éditions
- Secrets dans l'Île, in Neuf et Une, présentation par les membres du jury Renaudot, Gallimard, Paris, 1936
- Secrets dans l'Île, suivi de Ballets sans musique, sans personne, sans rien, et de Progrès, Gallimard (L'Imaginaire, 442), Paris, 2001
- Secrets dans l'Île, illustré par Bruno Rosselin, Le Rouerge, Rodez, 2003
- Secrets dans l'Île, Le Petit Célinien, 2016.